# Kafr Nasih al-Atarib
Kafr Nasih al-Atarib (arab. كفر ناصح الاتارب) – miejscowość w Syrii, w muhafazie Aleppo. W 2004 roku liczyła 2509 mieszkańców.